# Amauris tartaroides
Amauris tartaroides är en fjärilsart som beskrevs av Embrik Strand 1913. Amauris tartaroides ingår i släktet Amauris och familjen praktfjärilar. Inga underarter finns listade i Catalogue of Life.